# なつき長月神無月
『なつき長月神無月』（なつきながつきかんなづき）は、さこう栄作画、藤本ひとみ原作による日本の漫画作品。
『なかよし』（講談社）にて1984年8月号から同年12月号まで連載された。全5話。単行本は同社の講談社コミックスなかよしより全1巻。

## 書誌情報
さこう栄・藤本ひとみ 『なつき長月神無月』 講談社〈講談社コミックスなかよし〉、1985年5月2日第1刷発行、ISBN 4-06-178501-X
- 表題作のほか、「ちょっとだけシンデレラ」が同時収録されている。